# 390'erne
Århundreder: 3. århundrede – 4. århundrede – 5. århundrede
Årtier: 340'erne 350'erne 360'erne 370'erne 380'erne – 390'erne – 400'erne 410'erne 420'erne 430'erne 440'erne
År: 390 391 392 393 394 395 396 397 398 399

## Fødsler
- Den vestromerske hærfører Flavius Aëtius blev født omkring år 395.